# Rottmayr-Gymnasium Laufen
Das Rottmayr-Gymnasium ist ein sprachliches und naturwissenschaftlich-technologisches Gymnasium in Laufen (Salzach). Es ist eine staatliche öffentliche Schule und eines der vier Gymnasien im Landkreis Berchtesgadener Land.

## Geschichte

### Entstehungsgeschichte
Ehe das Gymnasium mit starker Unterstützung des „Schulverein Laufen“ gebaut wurde, mussten Schüler aus Laufen in Bad Reichenhall oder Traunstein eine höhere Schule besuchen, zwischen 1938 und 1945 auch in Salzburg. Der Laufener Magistrat beantragte am 1. Dezember 1961 die Errichtung beim Bayerischen Staatsministerium für Unterricht und Kultus. Der Unterricht begann am 8. September 1964 im Laufener Realgymnasium im Aufbau in den Räumlichkeiten der Knabenvolksschule in Laufen in der Rottmayrstraße mit 58 Schülern in zwei Klassen.
Das heutige Gymnasium wurde 1965/66 erbaut und am 17. Oktober 1966 eröffnet. Vorher war auf dem Gelände ein Flüchtlingslager für Heimatvertriebene des Zweiten Weltkriegs. Ab September 1968 wurde ein humanistischer Zweig angeboten. Der Schulverein hatte seine Ziele erreicht und löste sich 1971 auf. 1976 wurde die Kollegstufe eingeführt. 1980 besuchten über 900 Schüler das Gymnasium. Über die Jahrzehnte erfolgten mehrere Umbauten und Erweiterungen, z. B. der Aufbau und Abriss eines Behelfsbungalows (1987), ein Erweiterungsbau oder der Bau einer dritten Turnhalle.

### Direktoren
- 1964–1992: Dr. Max Faltner
- 1992–2001: Eduard Kästner
- 2001–2005: Friedrich Schrägle
- 2005–2006: Josef Suhrer
- 2006–2010: Friedrich Schrägle (erneut)
- 2010–2017: Dr. Alfred Kotter
- seit 2017: Maurice Flatscher

## Namensgebung
Die Schule ist benannt nach dem in Laufen geborenen Barockmaler und Hofmaler Johann Michael Rottmayr. Werke Rottmayrs finden sich auch in der Stiftskirche Laufen.

## Ausbildungsrichtungen
Angeboten werden
- Sprachliches Gymnasium, Sprachenfolge E,L,F (Jgst. 5–12, voll ausgebaut)
- Naturwissenschaftlich-technologisches Gymnasium, Sprachenfolge E,L (Jgst. 5–12, voll ausgebaut)
- Naturwissenschaftlich-technologisches Gymnasium, Sprachenfolge E,F (Jgst. 5–12, voll ausgebaut)

Als spät beginnende Fremdsprache wird Spanisch ab Jahrgangsstufe 10 angeboten.
Für MINT-Fächer gibt es besondere Förderung.

## Sternwarte
Das Gymnasium hat eine eigene Sternwarte auf dem Schulgebäude mit einem Spiegelteleskop (16-Zoll-Objektivdurchmesser, 4 m Brennweite), einem transportablen Teleskop für Exkursionen und einem Baader Miniplanetarium. Sie wird betreut und betrieben von der Astronomischen Arbeitsgruppe Laufen e.V.

## Der Vorgang Friedrich Schrägle
Der ehemalige Direktor des Gymnasiums, Friedrich Schrägle, war ein starker Kritiker des achtjährigen Gymnasiums. Mit der Begründung, der Schulfrieden sei zerrüttet, wurde er zunächst nach Aschaffenburg und später nach München rechtswidrig strafversetzt. Er gewann sowohl vor dem Münchner Verwaltungsgericht (Az. M 5 K 05.2554) als auch vor dem Bayerischen Verwaltungsgericht (Az. 3 ZB 06.2928) und wurde dadurch vollständig rehabilitiert. In der Urteilsbegründung des VGH wurde die Strafversetzung als „von vornherein auf die Person des Schulleiters fokussiert“ bezeichnet.

Der Untersuchungsausschuss des Bayerischen Landtags stellte fest: 

„Hintergrund der beabsichtigten Versetzung Schrägles war vielmehr, dass das Kultusministerium an ihm offenbar ein Exempel statuieren wollte gegenüber Lehrern, die dem G 8 kritisch gegenüberstehen. ... Am Fall des Friedrich Schrägle wird exemplarisch deutlich, wie Monika Hohlmeier mit Menschen umging, die es wagten, sachliche Kritik an ihrer Politik zu üben“